# 30066 Parthakker
30066 Parthakker è un asteroide della fascia principale. Scoperto nel 2000, presenta un'orbita caratterizzata da un semiasse maggiore pari a 2,3551291 UA e da un'eccentricità di 0,1029845, inclinata di 6,49269° rispetto all'eclittica.